# Khaganat de Mongolie du Bogdo
Pour les articles homonymes, voir Bogd (homonymie).
 (mars 2015).
Si vous disposez d'ouvrages ou d'articles de référence ou si vous connaissez des sites web de qualité traitant du thème abordé ici, merci de compléter l'article en donnant les références utiles à sa vérifiabilité et en les liant à la section « Notes et références ».
1911–1924
Entités précédentes :
- Dynastie Qing

Entités suivantes :
- République populaire mongole

Les termes de Mongolie autonome, ou de khaganat de Mongolie du Bogdo désignent la période allant de 1911 à 1924 durant laquelle la Mongolie fut un Khanat plus ou moins indépendant, à la forme de gouvernement théocratique. Le souverain en était le huitième Bogdo Gegen, qui portait le titre de Bogdo Khan.

## Histoire

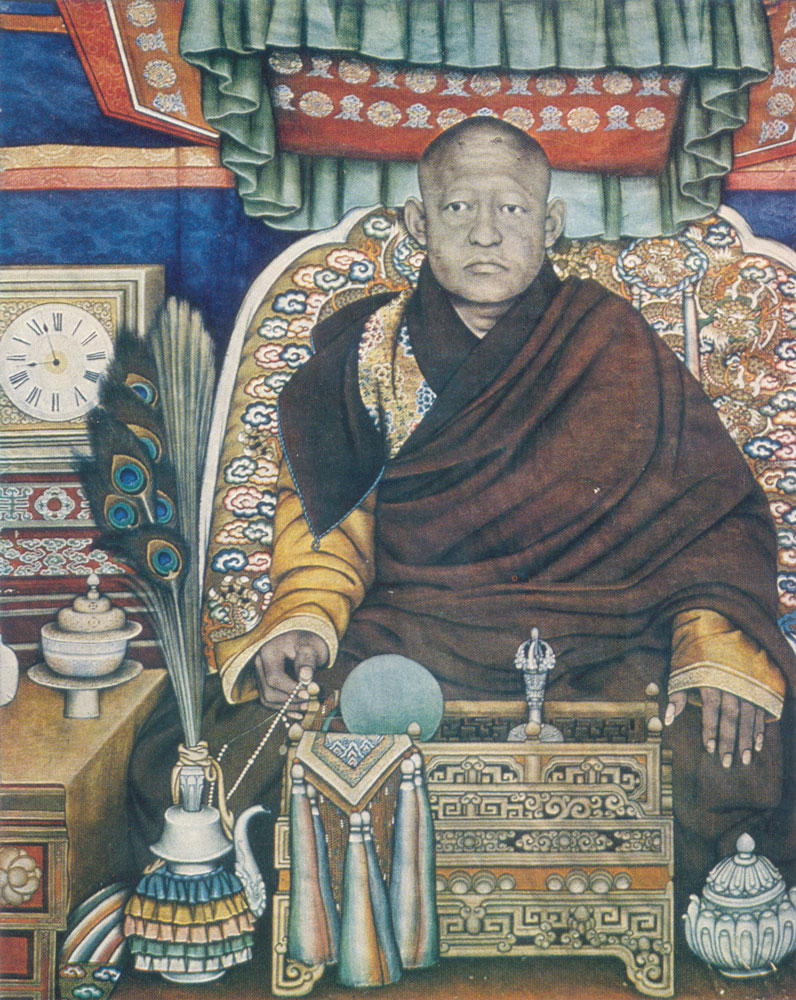
Le Bogdo Khan.

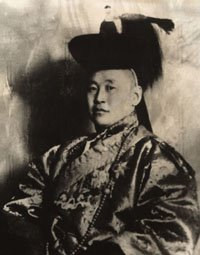
Le premier ministre Shirindambyn Namnansüren.

### Chute de la dynastie Qing
Au début de l’année 1911, l’importance accrue du gouvernement militaire envoyé par l'empire mandchou des Qing, les enrôlements de force, la construction de nouvelles casernes, accroissent le mécontentement des arates comme des féodaux. En juillet, les seigneurs mongols tiennent à Ourga une réunion secrète en présence du Bogdo Gegen, qui décide de la sécession avec l’empire Mandchou et le rapprochement avec la Russie impériale. Une délégation conduite par Mijiddorjiin Khanddorj (en) (ou Khandadorj) est reçue à Saint-Pétersbourg par le ministre des Affaires étrangères Sergueï Sazonov le 16 août. L’Empire russe accepte seulement de jouer un rôle de médiateur entre la Mongolie-Extérieure et l'Empire chinois de la dynastie Qing. En octobre, sous la pression des Russes, le gouvernement mandchou accepte de mettre fin au régime militaire et de renoncer à l’administration arbitraire de la Mongolie. Le gouvernement russe envoie des unités en territoire mongol officiellement pour défendre son consulat mais aussi pour protéger Khandadordji de toutes représailles. 
La révolution xinhai éclate en Chine en octobre-novembre 1911, commençant par le soulèvement de Wuchang, qui déclare le 10 octobre l'indépendance de la province du Hubei, puis entraînant l'indépendance des différentes régions de l'Empire Qing et enfin la chute de ce dernier. L'année suivante est déclarée la république de Chine, les représentants des khoshuun (bannières) sont convoqués à Ourga. La Mongolie-extérieure, à l’exception du territoire de Tannu Uriankhai (qui deviendra la république populaire de Tannou-Touva au sein de l'URSS et de nos jours, la république de Touva, sujet de la fédération de Russie), soutenue par l'Empire russe, qui avait déjà grignoté la région à l'Empire mandchou lors du traité de Nertchinsk (1689) puis du Traité d'Aigun (1858, ratifié en 1860 lors du traité de Pékin) déclare son indépendance et le huitième Bogdo Gegen est élu khan de Mongolie-extérieure le 28 novembre. 
Les gouverneurs mandchous d’Ourga (30 novembre) d’Ouliastaï (décembre) sont sommés de quitter le pays, ainsi que les troupes chinoises stationnées en Mongolie-extérieure. Les unités russes assurent la protection des commerçants et usuriers chinois qui ne tardent pas à quitter le pays. Un gouvernement théocratique est formé le 16 décembre par Bogdo Khan, 8e Jebtsundamba à Ourga, composé de cinq membres issus de l’aristocratie ecclésiastique et laïque[réf. nécessaire].

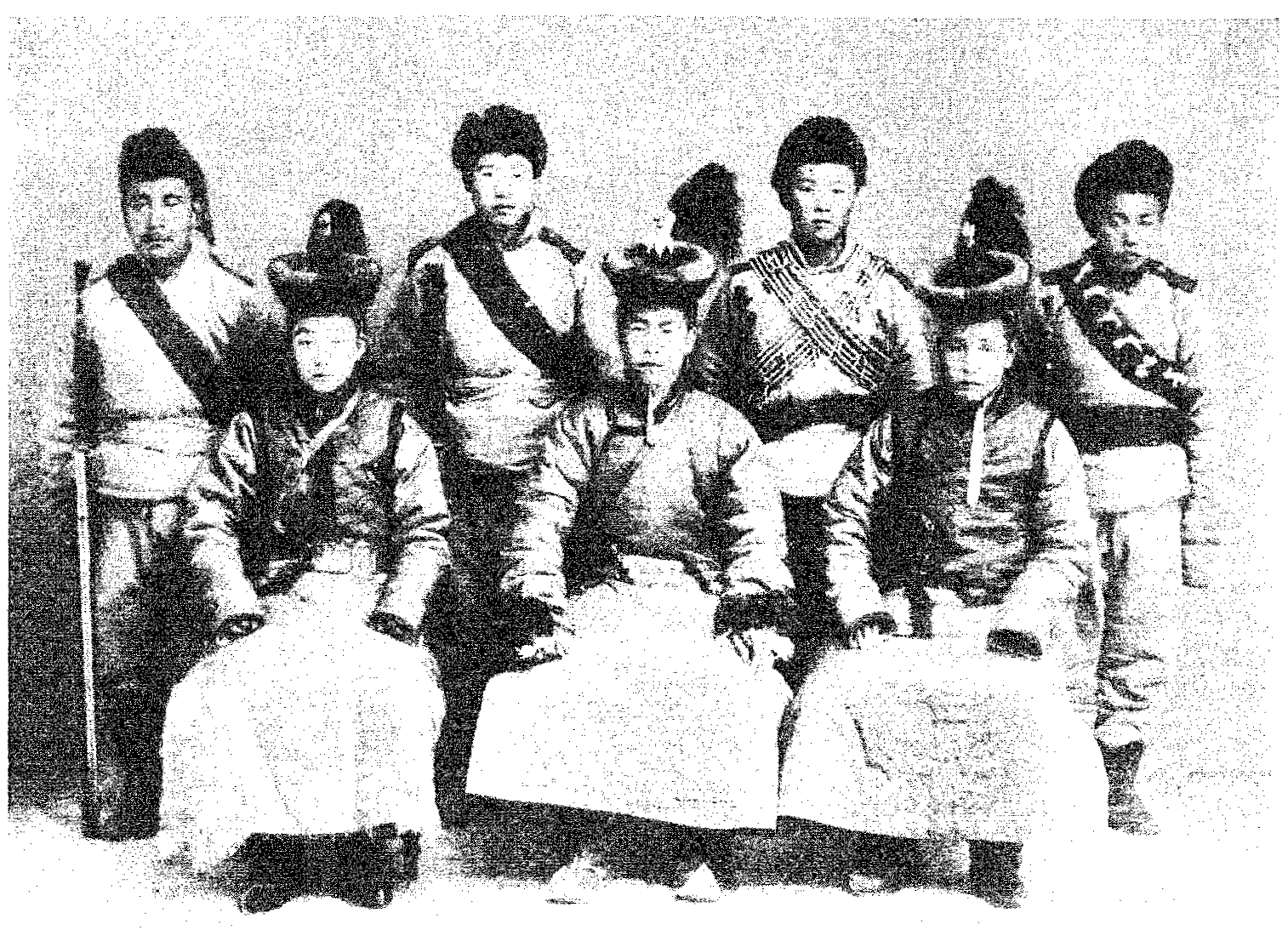
L'armée mongole attaque la république de Chine en 1912

En 1912, le gouverneur mandchou de Kobdo, escomptant une aide venant de la province du Xinjiang, refuse de livrer la ville. En mai, 5 000 insurgés conduits par Djâ lama assiègent Kobdo qui capitule le 7 août. À l’approche des troupes chinoises, la reprise des hostilités n’est évitée que par l’intervention diplomatique russe. Kobdo rejoint le nouvel état mongol à l'hiver 1913.
Le 3 novembre 1912 la Russie reconnaît prudemment à Ourga l’autonomie de la Mongolie-Extérieure et obtient des concessions commerciales. L'année suivante, le gouvernement du tsar consent à ce que la région de Kobdo soit rattachée à la Mongolie-Extérieure mais refuse toute autre exigence territoriale. Il autorise la mise en place d’une armée de 1 900 hommes, pourvue d’armes modernes par le gouvernement russe qui consent un prêt de deux millions de roubles et encadrée par des experts militaires russes.

### La Mongolie, enjeu entre la Russie et la Chine
Durant l'été 1913, la république de Chine réunit des forces importantes dans le Xinjiang. Le gouvernement russe envoie des troupes à Kobdo afin de garantir la souveraineté du pays. Le gouvernement chinois de Yuan Shikai tente de mater la révolte des hochúns de Mongolie-Intérieure qui ont proclamé leur union avec la Mongolie extérieure, en sollicitant l’aide du Bogdo Khan. L'empire de Russie, ayant reconnu le droit de l'empire du Japon à disposer de la Mongolie-Intérieure, ne peut intervenir. 
Le 5 novembre 1913, un accord entre la Russie et le gouvernement chinois de Yuan Shikai reconnaît l’autonomie partielle de la Mongolie-Extérieure. Le traité stipule que « La Russie reconnaît que la Mongolie-Extérieure se trouve sous la suzeraineté de la Chine » mais en retour « La Chine reconnaît l'autonomie de la Mongolie extérieure ». La Mongolie autonome se trouve donc, en théorie, placée sous la suzeraineté de la Chine républicaine, tout en constituant dans les faits un protectorat de l'Empire russe. Le gouvernement russe interdit aux Mongols de cette région toute intervention en Mongolie-Intérieure. À Saint-Pétersbourg, le premier ministre mongol Shirindambyn Namnansüren accepte de retirer ses troupes de Mongolie intérieure et d’engager des pourparlers tripartites avec la république de Chine et la Russie : en échange, la Russie lui fournit des armes et consent à un prêt de trois millions de roubles.
En effet, les caisses du nouvel État mongol autonome sont vides. Il a recours à des emprunts auprès des Russes pour un total de 5,1 millions de roubles (1913-1914). La majeure partie des revenus de l’État (70 %) est constituée par des taxes de douanes. Les commerçants russes bénéficient d’une exemption depuis 1912 et le rôle des commerçants chinois est considérablement réduit depuis la défaite des Mandchous. Les taxes intérieures prennent de l’importance.
En 1914, les troupes russes se retirent de Kobdo. Un parlement à deux chambres est créé en Mongolie : la Chambre Haute comprend les ministres, les djasaks, les gouverneurs mandchous et les seigneurs féodaux nomades, tandis qu’à la Chambre Basse siègent les fonctionnaires de moindre importance et les seigneurs exclus du pouvoir. Les droits des deux chambres, convoquées par le Bogdo Gegen, se limitent aux délibérations. La puissance démesurée des seigneurs ecclésiastiques se heurte à l’opposition de la noblesse laïque se sentant lésée. Les tentatives du Bogdo Khan de se rapprocher de l'empire du Japon et de la république de Chine suscitent la colère de l’aristocratie, qui se tourne vers la Russie.

### Révolution russe

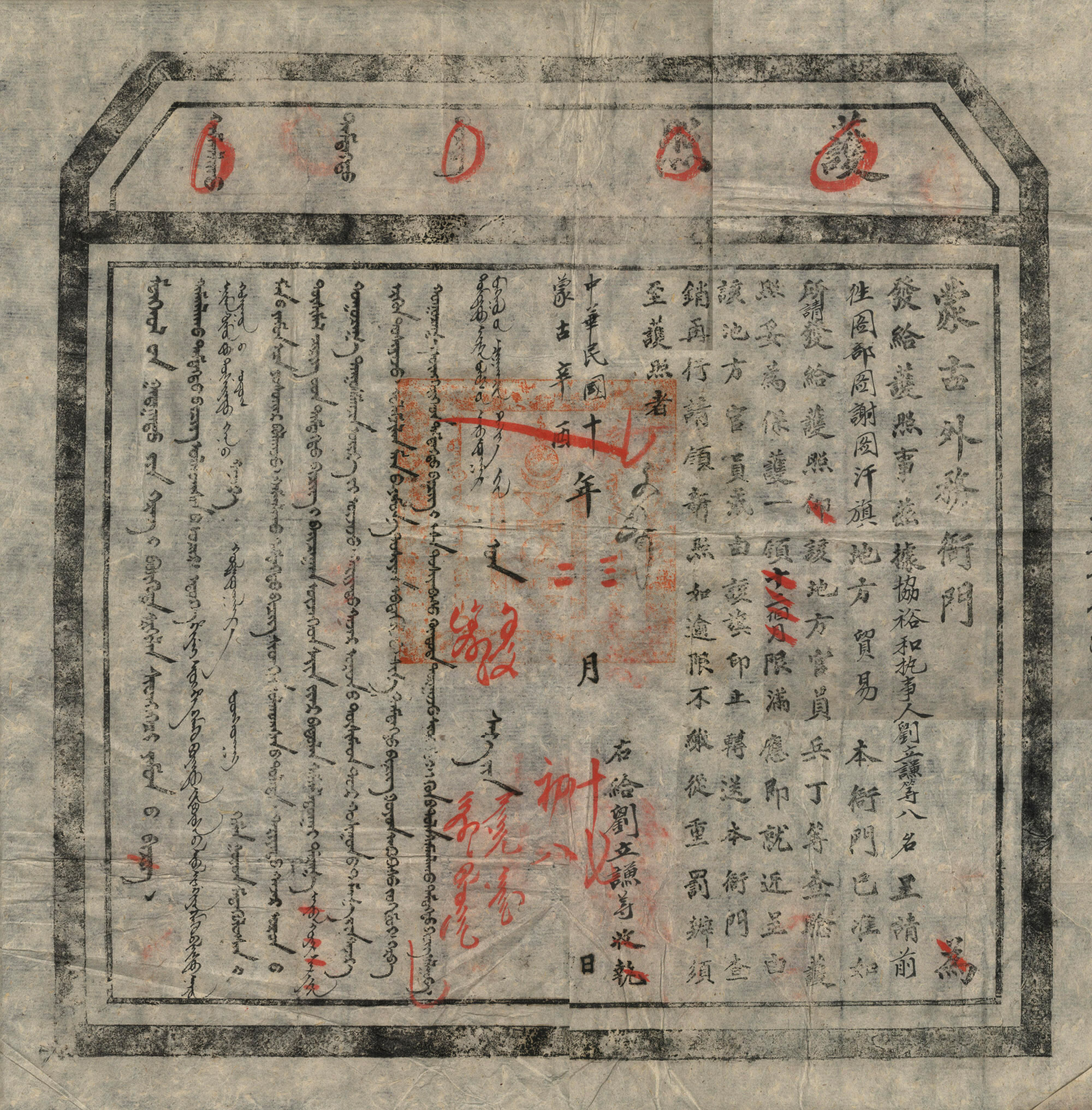
Passeport de Mongolie-Autonome délivré par le yamen (en mongol à gauche et chinois à droite)

En 1917, la révolution russe prive la Mongolie autonome de son protecteur russe. En avril 1919, le Premier ministre, le khan Shirindambyn Namnansüren, dont la popularité menace la théocratie, meurt, peut-être empoisonné lors d’une cérémonie à la cour et, selon certaines versions de l'histoire, achevé par le médecin envoyé par le Bogdo Khan. Il laisse derrière lui un vide politique.
Le 3 août 1919, le gouvernement de Lénine en république socialiste fédérative soviétique de Russie déclare nuls et non avenus tous les pactes passés entre les gouvernements du Bogdo Khan et l'Empire russe et garantit l’indépendance de la Mongolie-autonome.

### Nouvelle occupation chinoise
D'octobre à novembre 1919, le gouvernement chinois de Duan Qirui profite de la perte d'influence de la Russie, déchirée par la guerre civile, pour obliger la Mongolie Extérieure à repasser sous son contrôle. Le gouvernement du Bogdo Gegen renonce à l’autonomie de la Mongolie le 17 novembre et le gouvernement chinois annonce par décret la suppression de l’autonomie de la Mongolie-Extérieure le 22 novembre. Le 2 décembre, une garnison chinoise s’installe à Ourga et désarme les troupes mongoles. Le général Siu Chou-Tcheng instaure une dictature militaire, tandis que le Bogdo Khan est assigné à résidence.

### Invasion par les Russes blancs
La Mongolie est alors prise dans la tourmente de la guerre civile russe. Les troupes blanches du baron Roman Fedorovitch Von Ungern-Sternberg, chassées de Russie par l'Armée rouge, s'établissent en Mongolie. Avec le soutien logistique de l'empire du Japon et une troupe de 800 Cosaques, Ungern-Sternberg affronte les Chinois et les chasse finalement de Ourga en février 1921, remettant sur le trône le Bogdo Khan. Les troupes des seigneurs de la guerre chinoise doivent se retirer à Kiakhta.

### Prise du pouvoir par les communistes mongols

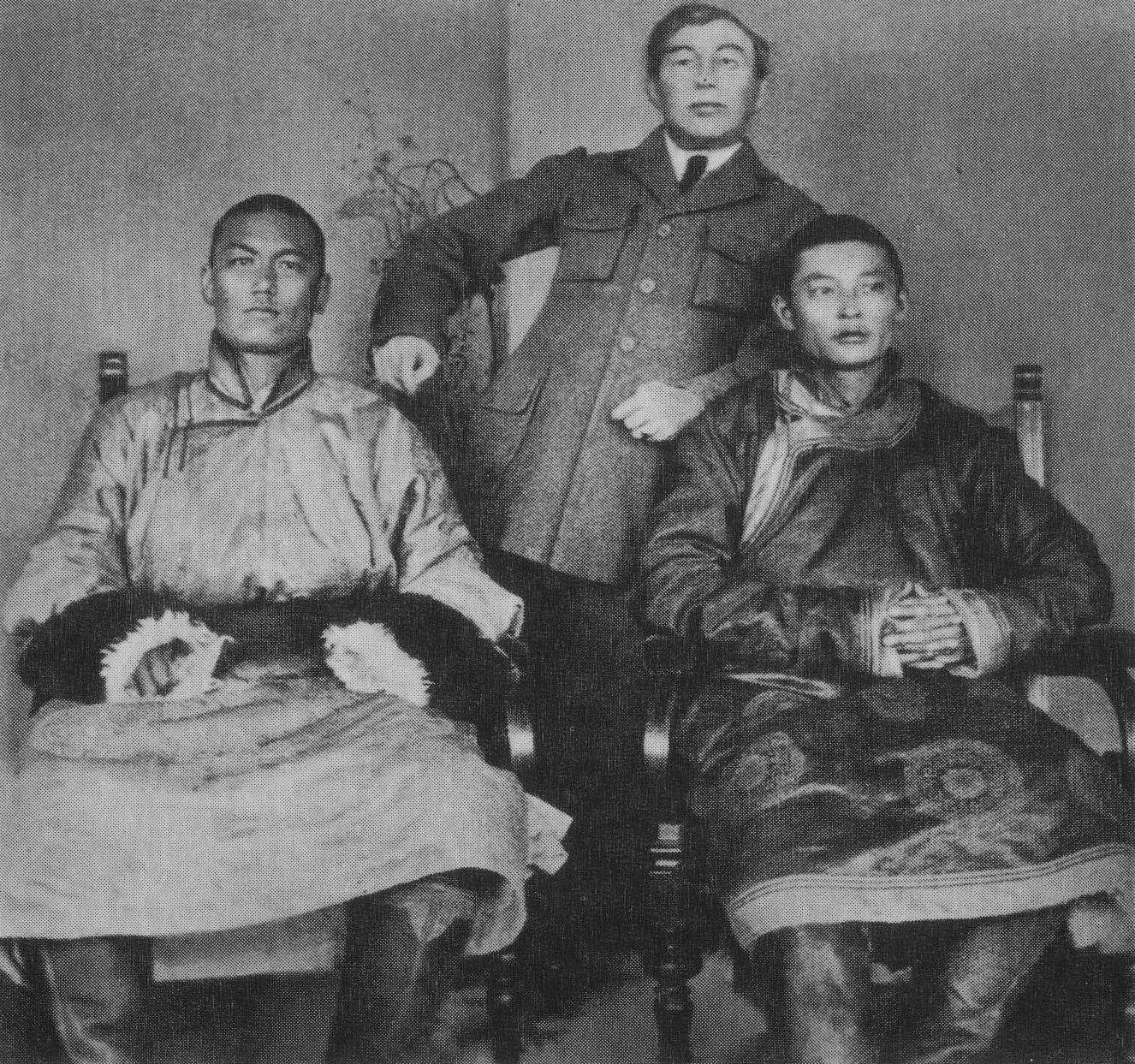
Damdin Sükhbaatar et Horloogiyn Choybalsan.

La situation pousse les groupes communistes et indépendantistes mongols, dirigés par Damdin Sükhbaatar et Horloogiyn Choybalsan, à s'unir sous la bannière du Parti révolutionnaire du peuple mongol et à proclamer en mars un gouvernement provisoire, présidé par Dambyn Chagdarjav. 
Le 18 mars 1921, il chasse les Chinois de Kiakhta et s'y établit. Alors qu'Ungern avait quitté Urga pour asseoir son autorité sur le reste du pays, Sukhbaatar attaque la capitale avec des auxiliaires soviétiques et y entre le 6 juillet 1921. Trois jours plus tard, le gouvernement populaire s'installait dans la capitale. Ces événements sont célébrés lors de la fête nationale mongole, le Naadam, les 11, 12 et 13 juillet de chaque année. Roman Fedorovitch von Ungern-Sternberg contre-attaque, mais ses troupes sont battues et il est livré aux Bolcheviks, qui le fusillent à Novossibirsk le 15 septembre 1921.
Reconnus par la Russie soviétique, les communistes mongols conservent sur le trône le Bogdo Khan, mais le souverain est privé de tout pouvoir temporel : un système de « monarchie limitée » est institué, et des réformes sociales mises en place. Damdin Sükhbaatar meurt prématurément le 20 février 1923. Le 20 mai 1924, le Bogdo Khan meurt à son tour : le gouvernement communiste décrète alors qu'il est inutile de chercher une nouvelle réincarnation du Bogdo Gegen. La République populaire mongole est proclamée le 26 novembre. La capitale Ourga (Urga) est rebaptisée Oulan-Bator (Ulaan Baatar, « Héros Rouge ») en l'honneur de Sükhbaatar (Sukhe-Bator). La Mongolie devient, pour des décennies, un satellite de l'Union des républiques socialistes soviétiques.